# COZMIC TRAVEL
COZMIC TRAVEL（コズミック トラベル）は、SOUL'd OUTの17枚目のシングルである。2007年11月28日にSME Recordsより発売された。

## 概要
SOUL'd OUT初のシングル3か月連続リリース企画の第3弾である。楽曲自体は前年（2006年）から出来上がっていたものであり、メンバーが電話でやりとりをしながら制作された。
3曲目の「PSYCHO TRAVEL」は「COZMIC TRAVEL」のリミックスであり、Diggy-MO'とDJ Massのユニット、PSYCHO MAINTENANCEが手がけている。

## 収録曲
1. COZMIC TRAVEL (5:09)
（作詞：Diggy-MO'，Bro.Hi　作曲：Diggy-MO'，Shinnosuke　編曲：Shinnosuke）
2. TANK (4:40)
（作詞：Diggy-MO'，Bro.Hi　作曲：Diggy-MO'，Shinnosuke　編曲：Shinnosuke）
3. PSYCHO TRAVEL (3:47)

## 収録アルバム
- ATTITUDE（#1）
- Movies&Remixies 4（#3）

## タイアップ
COZMIC TRAVEL
月周回衛星「かぐや (SELENE)」公式サポートソング

## テレビ出演
- 音楽戦士（2007年12月7日）
- MUSIC JAPAN（2008年2月1日）